# Vammala
Vammala är en tätort och före detta stad i landskapet Birkaland i Finland.
I slutskedet av finska inbördeskriget brändes hela Vammala köping ner av retirerande rödgardister.

## Administrativ historik
Vammala köping grundades 1915 i Tyrvis kommun. Vammala blev stad 1965. Tyrvis och Karkku slogs ihop med staden 1973, och Suodenniemi blev en del av staden den 1 januari 2007.
Vammala sammanslogs med kommunerna Mouhijärvi och Äetsä och bildade Sastamala stad den 1 januari 2009. Vammala hade då 16 635 invånare och en yta på 876 km². Staden var enspråkigt finsk.

## Politik

### Mandatfördelning i Vammala stad, valen 1976–2004
| 8 | 10 | 7 | 3 | 3 | 12 |

| 7 | 12 | 7 | 2 | 2 | 13 |

| 6 | 12 |  | 9 | 2 | 13 |

| 4 | 13 |  | 10 | 2 | 13 |

| 4 | 15 |  | 10 | 2 | 11 |

| 3 | 13 |  | 2 | 11 | 2 | 11 |

| 3 | 9 |  | 9 | 10 | 3 | 8 |

| 2 | 11 |  | 6 | 10 | 3 | 10 |

| 24 | 19 |